# Right Here, Right Now
«Right Here, Right Now» — это четвёртый официальный сингл с саундтрека Классный мюзикл: Выпускной, исполненный Заком Эфроном и Ванессой Хадженс в роли Троя Болтона и Габриэллы Монтез. Это второй трек с трек-листа саундтрека. Однако, когда песня была спета в фильме, второй куплет был пропущен. Но в полном выпуске фильма, второй куплет поется позже, как реприза, когда Трой и Габриэлла дома.

## Релиз
Радиоверсия песни вышла в свет на Radio Disney 10 октября 2008 как часть Планетной Премьеры ролика и достигла #2 в Top 30 Countdown, и оставалась там до 6 недель. Песня была выпущена позже эксклюзивно на iTunes 14 октября.
В версии песни в фильме Ванесса Хадженс поет строчку "Then I would thank that star, that made our wish come true, " а также часть второго куплета. На саундтреке же эти строки поет Зак Эфрон.

## Клип
Предпросмотр сцены из фильма (сделанный как клип) был выпущен на Disney Channel. В нём показаны Трой и Габриэлла, поющие и вспоминающие особенные моменты в домике на дереве Троя. Это песня о том, как будущее скоро наступит, и что мы должны растягивать каждую секунду.

## Форматы и треклисты
Трек-лист цифрового сингла iTunes
1. «Right Here, Right Now» (Альбомная версия) — 3:55

## Версии на иностранном языке
Сингл был записан и выпущен на различных языках национальными поп-звездами на международных рынках.
| Язык        | Название                     | Певцы                           | Страна  |
| ----------- | ---------------------------- | ------------------------------- | ------- |
| Датский     | «Lige Her Og Nu»             | Саймон Мэтью & Ребекка Мэтью    | Дания   |
| Греческий   | «Μικροί θεοί» (Mikroí Theoí) | Костас Мартакис & Шайя          | Греция  |
| Hungarian   | «Itt És Most»                | Доса Матьяс & Шелец Изабелла    | Венгрия |
| Итальянский | «Voglio Te, Accanto a Me»    | Амбра ЛоФаро & Якопо Сарно      | Италия  |
| Польский    | «Ты и я»                     | Ханья Стач & Лукас Загробельный | Польша  |
| Румынский   | «Chiar Aici, Chiar Acum»     | Каталин Джосан & Джулия         | Румыния |
| Шведский    | «Just Här, Just Nu»          | Брандур & Молли Санден          | Швеция  |